# レイナルド・タマヨ・ジュニア
レイナルド・スカヤン・タマヨ・ジュニア（Reynaldo Sucayan Tamayo Jr.）は、2019年以来、南コタバト州知事を務めている、フィリピンの政治家。知事になる以前は、2010年から2019年までトゥピ市長を務めていた。
2019年からは、フィリピン連邦党 (PFP) の党首を務めている。
タマヨは、2022年から2025年までの任期で、フィリピン地方自治体連合 (LPP) の全国代表を務めており、また併せて、フィリピン地方自治体連盟 (ULAP) の全国議長、全国貧困撲滅委員会 (NAPC) の副議長も務めている。
経済開発を積極的に主導するタマヨ知事の下で、南コタバト州は多くの新規雇用を生み出しており、2023年にソクサージェン地方（リージョンXII）において最も効率的な財政状態にあると認められた。